# Gmina Ryki
Gmina Ryki là một gmina thành thị-nông thôn (quận hành chính) ở quận Ryki, Lublin Voivodeship, ở miền đông Ba Lan. Khu vực bầu cử của nó là thị trấn Ryki, nằm cách thủ phủ khu vực Lublin khoảng 62 kilômét (39 mi) phía tây bắc.
Gmina có diện tích 161,8 kilômét vuông (62,5 dặm vuông Anh), và tính đến năm 2006, tổng dân số của nó là 20.504 người (trong đó dân số Ryki lên tới 9.716 người, và dân số của vùng nông thôn của gmina là 10.788 người).

## Làng
Ngoài thị trấn Ryki, Gmina Ryki bao gồm các làng và các khu định cư chẳng hạn như Bobrowniki, Brusów, Budki-Rososz, Chrustne, Chudów, Edwardów, Falentyn, Janisze, Karczmiska, Kazimierzyn, Kleszczówka, Krasnogliny, Kruków, Lasocin, Lasoń, Moszczanka, Niwa Babicka, Nowa Dąbia, Nowiny, Nowy Bazanów, Nowy deblin, Ogonów, Oszczywilk, Ownia, Podwierzbie, Potok, Rososz, Sędowice, Sierskowola, Stara Dąbia, Stary Bazanów, Swaty, Zalesie và Zalesie-Kolonia.

## Gmina lân cận
Gmina Ryki giáp với thị trấn Deblin và với các gmina như Kłoczew, Nowodwór, Pulawy, Stężyca, Trojanów, Ułęż và Żyrzyn.